# Betty Harte
Betty Harte (ur. 13 maja 1882 w Lebanon (Pensylwania), zm. 3 stycznia 1965 w Sunland, California.) – amerykańska aktorka filmowa.

## Wybrana filmografia
- 1908: Dr. Jekyll and Mr. Hyde